# Тетрасульфид триникеля
Тетрасульфид триникеля — бинарное неорганическое соединение 
металла никеля и серы
с формулой Ni3S4,
серо-чёрные кристаллы,
не растворяется в воде.

## Получение
- В природе встречается минерал полидимит — Ni3S4 с примесями железа и кобальта [1].
- Сплавление сульфида и дисульфида никеля:

{\displaystyle {\mathsf {NiS_{2}+2NiS\ \xrightarrow {303^{o}C} \ Ni_{3}S_{4}}}}

## Физические свойства
Тетрасульфид триникеля образует серо-чёрные кристаллы
кубической сингонии,
пространственная группа F d3m,
параметры ячейки a = 0,9457 нм, Z = 8.

## Химические свойства
- Разлагается при нагревании:

{\displaystyle {\mathsf {Ni_{3}S_{4}\ \xrightarrow {356^{o}C} \ NiS_{2}+2NiS}}}